# Restigouche (Schiff, 1932)
Die Restigouche, auch HMCS Restigouche (Kennung: H00), war ein Zerstörer der River-Klasse der kanadischen Marine, der von 1938 bis 1945 in Dienst stand.
Sie war 1932 als HMS Comet für die Royal Navy in Dienst gestellt worden und gehörte zu der nur fünf Schiffe (statt der üblichen neun) umfassenden C-Klasse der Royal Navy. Die britische Labour-Regierung wollte mit der Halbierung der üblichen Klassenstärke ihre Abrüstungsbereitschaft dokumentieren. Weil die Klasse daher nicht in die Struktur der Royal Navy passte, wurden ihre Schiffe ab 1937 der kanadischen Marine überlassen.
Mit ihrem Schwesterschiff Crusader wurde die Comet am 15. Juni 1938 der Royal Canadian Navy in Chatham übergeben und gleichzeitig in HMCS Restigouche umbenannt. Während des Krieges wurde das Schiff vorrangig auf dem Nordatlantik zur Sicherung des britischen Handelsverkehrs eingesetzt. Wenige Monate nach dem Kriegsende wurde Restigouche aus der Liste der aktiven Kriegsschiffe gestrichen und ab November 1945 verschrottet.

## Geschichte
Die spätere HMCS Restigouche (H00) wurde am 15. Juli 1930 bei der Marinewerft Portsmouth als Teil des Bauprogramms 1929 bestellt. Das Schiff wurde am 12. September 1930 auf Kiel gelegt und erhielt den Namen HMS Comet als es am 30. September 1931 vom Stapel lief. Kiellegung und Stapellauf erfolgten am selben Tag wie das Schwesterschiff HMS Crusader.
Die HMS Comet war das 13. Schiff der Royal Navy mit diesem Namen seit 1695. Letzter Neubau mit dem Namen war ein 1910 gebauter Fairfields special-Zerstörer der Acorn-Klasse, der am 6. August 1918 im Mittelmeer nach einer Kollision im Schlepp sank.

Die neue Comet wurde am 2. Juni 1932 fertiggestellt und kam zuerst zur „2nd Destroyer Flotilla“ bei der Home Fleet. Während der Abessinienkrise wurde der Zerstörer im August 1935 ins Mittelmeer verlegt, um mit der Flottille ab September für sechs Monate im Roten Meer und Indischen Ozean das Verhalten der italienischen Flotte zu beobachten. Nach der Rückkehr und Überholung diente das Schiff der Neutralitätsüberwachung in der Biskaya in der Frühphase des Spanischen Bürgerkriegs. Ab Dezember 1936 diente der Zerstörer als Begleitschiff des Flugzeugträgers Glorious im Mittelmeer.
Der Zerstörer wurde dann an die Royal Canadian Navy abgegeben und als HMCS Restigouche am 15. Juni 1938 während der Überholung in Chatham in Dienst gestellt. Am 20. August begann sie ihre Abnahmetests, ab Oktober verlegte sie zusammen mit dem Schwesterschiff Ottawa über Halifax nach Esquimalt an der Pazifikküste, wo sie am 7. November eintraf. Zu dieser Zeit waren die vier Zerstörer der C-Klasse die größten und modernsten Einheiten der Royal Canadian Navy. Im November 1939 verlegte die Restigouche als letzter der vier im Pazifik eingesetzten Zerstörer nach Halifax, Nova Scotia.

### Kriegseinsätze
Am 15. Dezember 1939 traf die Restigouche in Halifax ein und wurde dann als Eskorte von Geleitzügen im Nordatlantik eingesetzt. Im Mai 1940 verlegte das Schiff mit St. Laurent und Skeena nach Plymouth zum Einsatz von den Britischen Inseln, weil dort die U-Boot-Gefahr wesentlich größer war und die Schiffe dort daher dringender benötigt wurden.
Im folgenden Monat war HMCS Restigouche an der Evakuierung der britischen Truppen aus Nordfrankreich beteiligt. So begleitete sie am 23. Juni das Kreuzfahrtschiff Arandora Star nach Saint-Jean-de-Luz, um polnische Truppen und britische Flüchtlinge zu evakuieren, die im äußersten Winkel Südwest-Frankreichs abgeschnitten waren (Operation Aerial). Bei einem Einsatz unmittelbar vor Inkrafttreten der französischen Kapitulation mit dem Flakkreuzer Calcutta und der Fraser kollidierte die Fraser am 25. Juni 1940 in der Gironde bei schlechter Sicht mit dem Kreuzer und zerbrach. Trotz Dunkelheit und kräftigem Seegang konnte die Restigouche 117 Mann des kanadischen Zerstörers retten.
Es folgten dann wiederum Einsätze mit Geleitzügen im Atlantischen Ozean. Im Frühjahr 1941 wurden die kanadischen Schiffe zurück an die Ostküste Kanadas verlegt, um die Sicherung der Handelsschiffe in diesem Gebiet zu verstärken. Die U-Boot-Abwehr- und Flugabwehr-Bewaffnung wurde zu diesem Zweck zulasten der Hauptgeschütze und der Torpedorohre verstärkt.
Der Zerstörer wurde einer kanadischen Geleitgruppe zugewiesen, welche die Konvois bis zur Mitte des Atlantiks eskortierte. Vom 16. bis 18. Juni 1942 verteidigte die Restigouche mit fünf Korvetten und einem USN-Zerstörer und zwei Coast Guard-Kuttern den Konvoi ONS 102 mit 48 Schiffen gegen die deutsche U-Boot-Gruppe „Hecht“, die erstmals planmäßig zusammenwirkt und schon zwei Geleitzüge relativ erfolgreich angegriffen hatte. Die Restigouche peilte mit Huff-Duff die Signale der Fühlungshalter, worauf die geführten Escorts die Boote abdrängten und zwei auch beschädigten. Der Konvoi verlor nur ein Schiff von 5627 BRT. Vom 16. bis 19. Oktober verteidigte die Restigouche zusammen mit dem ehemaligen US-Zerstörer HMCS St. Croix und vier Korvetten den Geleitzug ON.137 von 40 Schiffen, den U-Boot-Gruppen „Panther“ und „Wotan“ mit insgesamt 21 U-Booten angriffen. Der Konvoi verlor nur einen Nachzügler. Ab dem 30. Oktober folgte die Verteidigung von SC.104 (42 Schiffe) mit der „Escort Group C.4“ gegen die neugebildete U-Gruppe „Veilchen“ von bis zu 18 U-Booten. Neben vier Korvetten traten zeitweise auch weitere Zerstörer oder Korvetten zur Sicherung. Trotz der guten Führung der Escorts mit Radar und Huff-Duff verlor der Konvoi bis zum 6. November elf Schiffe, ehe die Luftsicherung durch Liberators aus Island, vor Ort geführt von der Restigouche, die Angreifer zum Abbruch ihrer Operation zwangen.
Erst im Sommer 1944 erfolgte eine Änderung der Aufgaben, als das Schiff wieder nach Großbritannien beordert wurde, um beim Schutz der Landungsoperation in der Normandie mitzuwirken. Neugebildete Support Groups, von denen vier bis sechs ständig im Einsatz waren, sollten ein Vordringen deutscher U-Boote in den Invasionsraum und gegen die Versorgungskonvois verhindern. Die Restigouche bildete die kanadische „14th SG“ mit Qu’Appelle, Saskatchewan und Skeena
Der Einsatzschwerpunkt lag im Ärmelkanal und in der Biskaya, wo der Zerstörer deutsche U-Boote und Vorpostenboote jagte. In den wiederholten Gefechten gelang es der Flottille, zu der er gehörte, mehrere Vorpostenboote zu versenken, so am 12. August mit der Support Group 14, verstärkt durch die Assiniboine und den Hunt-Zerstörer Albrighton, als sie südlich Brest drei bewaffnete Fischdampfer versenkten. Die Restigouche wurde dabei allerdings auch einige Male beschädigt. Die Rückverlegung an die kanadische Atlantikküste erfolgte im Dezember 1944.
Die ersten drei Monate nach dem Kriegsende wurde HMCS Restigouche als Personentransporter zwischen Neufundland und Kanada eingesetzt, um Militärpersonal in die Heimat zurückzuführen. Am 5. Oktober 1945 wurde die Restigouche außer Dienst gestellt, aus der Liste der aktiven Kriegsschiffe gestrichen und zum Abbruch verkauft. Die Verschrottung erfolgte ab November 1945.